# Hannu Posti
Hannu Kalevi Posti (ur. 15 stycznia 1926 w Vehkalahti, zm. 13 czerwca 2012 w Helsinkach) – fiński biathlonista oraz lekkoatleta, dwukrotny olimpijczyk.

## Kariera
Na mistrzostwach Europy w lekkoatletyce w Brukseli w 1950 roku był piąty w biegu na 5000 metrów. Dwa lata później, na letnich igrzyskach olimpijskich w Helsinkach, startując w lekkoatletycznym biegu na 10 000 metrów zajął 4. miejsce. Był 14. na tym samym dystansie na mistrzostwach Europy w lekkoatletyce w Bernie w 1954 roku. Dziewięć razy zdobył złoty medal mistrzostw kraju (dwa tytuły na 5000 metrów, cztery na 10 000 metrów oraz trzy w biegach przełajowych). Reprezentował Finlandię w 18 meczach międzypaństwowych (2 zwycięstwa indywidualne w 21 biegach).
W 1962 roku wystartował na mistrzostwach świata w Hämeenlinna, gdzie wspólnie z Anttim Tyrväinenem i Kalevim Huuskonenem zdobył srebrny medal w sztafecie. Na rozgrywanych rok później mistrzostwach świata w Seefeld razem z Tyrväinenem i Veikko Hakulinenem powtórzył ten wynik. Zdobył tam również brązowy medal w biegu indywidualnym, ulegając tylko Władimirowi Miełanjinowi z ZSRR i Tyrväinenowi. Na mistrzostwach świata w biathlonie zdobył trzy medale: dwa srebrne w sztafecie i brązowy w biegu indywidualnym. Brał też udział w zimowych igrzyskach olimpijskich w Innsbrucku w 1964 roku, gdzie zajął 8. miejsce w biegu indywidualnym.

## Osiągnięcia (biathlon)

### Igrzyska olimpijskie
| Rok  | Miejscowość | Konkurencje | Konkurencje | Konkurencje | Konkurencje | Konkurencje | Konkurencje | Konkurencje |
| Rok  | Miejscowość | IN          | SP          | PU          | MS          | RL          | MR          | SR          |
| ---- | ----------- | ----------- | ----------- | ----------- | ----------- | ----------- | ----------- | ----------- |
| 1964 | Innsbruck   | 8.          | nd.         | nd.         | nd.         | nd.         | nd.         | –           |

### Mistrzostwa świata
| Rok  | Miejscowość | Konkurencje | Konkurencje | Konkurencje | Konkurencje | Konkurencje | Konkurencje | Konkurencje |
| Rok  | Miejscowość | IN          | SP          | PU          | MS          | RL          | MR          | SR          |
| ---- | ----------- | ----------- | ----------- | ----------- | ----------- | ----------- | ----------- | ----------- |
| 1962 | Hämeenlinna | 5.          | nd.         | nd.         | nd.         | 2.          | nd.         | –           |
| 1963 | Seefeld     | 3.          | nd.         | nd.         | nd.         | 2.          | nd.         | –           |